# Son Dam-bi
Son Dam-bi (손담비?; Seul, 25 settembre 1983) è una cantante e attrice sudcoreana.

## Discografia

### Album studio
- 2009 – Type "B" - Back To 80's

### Raccolte
- 2008 – Son Dam Bi Remix Vol. 1

### EP
- 2007 – Cry Eye
- 2008 – Mini Album Vol. 1
- 2008 – The Second Mini Album
- 2010 – The Queen
- 2012 – Dripping Tears

## Riconoscimenti
- Seoul Music Award
  - 2009: "Bonsang"
  - 2010: "Bonsang"
  - 2011: "Bonsang"
- Golden Disk Awards
  - 2009: "Digital Bonsang"
- SBS Drama Awards
  - 2009: "New Star Award"
  - 2010: "Bonsang"
- Asia Model Festival Awards
  - 2011: "BBF Popular Singer"
- 20th Korean Culture & Entertainment Awards
  - 2012: "Best New Actress"